# Alex Shane
Pour les articles homonymes, voir Shane.
Alex Spilling est un catcheur anglais, plus connu sous le nom de "The Showstealer" Alex Shane. Il est surtout promoteur et entraîneur.

## Carrière

### Début
Alex Spilling débute dans le catch à la NWA UK Hammerlock en 1995 sous la protection du promoteur Andre Baker. Après plusieurs années dans cette promotion, Spilling devient entraîneur assistant de Justin Richards et "The Anarchist" où il entraîne plusieurs Hammerlock roster comme "Mad Dog McPhie, "The Wonderkid" et "The Phoenix", Spilling rejoint la UWA. À la UWA, Spilling fait équipe avec Guy Thunder et devient Alex Shane.

### Frontier Wrestling Alliance
En 1999, Shane est approché par la Frontier Wrestling Alliance. Lui et Guy Thunder travaillent au second show et plus tard il devient British Heavyweight Champion.
Shane ouvre son école de catch, Capital City Pro Wrestling. CCPW devient l'école officiel de la FWA.

## Palmarès et accomplissements
- International Pro Wrestling: United Kingdom 
  - IPW:UK Championship (1 fois)

- British Championship Wrestling 
  - BCW Heavyweight Championship (1 fois)

- Capital City Pro Wrestling 
  - CCPW Championship (1 fois)

- Frontier Wrestling Alliance
  - FWA British Heavyweight Championship (2 fois)
  - FWA Tag Team Championship (2 fois) – avec Ulf Herman (1) et  Stevie Knight (1)

- Original Pro Wrestling Organisation 
  - OPWO Heavyweight Championship (1 fois)

- Power Slam
  - PS 50 : 2001/43, 2004/42

- The Wrestling Alliance 
  - TWA British Heavyweight Championship (1 fois)

- World Association of Wrestling 
  - WAW British Heavyweight Championship (1 fois)

- Autres titres 
  - GPW British Championship (1 fois)
  - RAMWA Southern Area Championship (1 fois)
  - IWP North East Heavyweight Championship (1 fois)
  - BPW Title (27 fois)